# Skhour Rehamna
Skhour Rehamna  (in arabo صخور الرحامنة‎?) è un centro abitato e comune rurale del Marocco situato nella provincia di Rehamna, regione di Marrakech-Safi. Conta una popolazione di 15 479 abitanti (censimento 2014).